# Polyommatus albescens
Polyommatus albescens är en fjärilsart som beskrevs av Tutt 1910. Polyommatus albescens ingår i släktet Polyommatus och familjen juvelvingar. Inga underarter finns listade i Catalogue of Life.